# Sveber

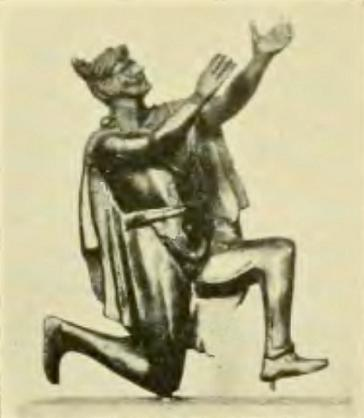
En romersk statyett som avbildar en german som ber. Germanen har en så kallad svebisk knut i håret, varför vissa forskare har tolkat personen som en svebisk man.

Sveber (suever) var en germansk stam. De levde ursprungligen vid Elbe i Tyskland under antiken. Sveberna tillhörde de germanska stammar som invaderade det Romerska riket under 400-talet. De slog sig sedan ned i nordvästra Iberiska halvön, där de bildade det Svebiska riket (409–585). 

## Antiken
Tacitus räknade dit alla på hans tid (första århundradet e. Kr.) ej av romarna kuvade germaner, även öst- och nordgermaner, men detta berodde på en missuppfattning. Sveberna var västgermaner och bodde i det inre av nuvarande Tyskland, förutom en grupp som tidigt bebodde Schwarzwald i sydvästra Tyskland och ibland kallas Neckar-sveber. Enligt Tacitus skilde sig sveberna från andra folk genom att de strök håret bakåt till en knut i nacken. De dyrkade i likhet med flera andra folk en helig lund och för sveberna låg denna i Ziu-Irmin i semnonernas land. Deras gemensamma religion gjorde att de sällan hade några inre stridigheter. Detta gjorde att de tillsammans under århundradena e.Kr. utgjorde germanernas starkaste förbund. 
Gruppens kärna utgjordes av semnonerna, som var den äldsta, förnämsta och största stammen. Deras boplatser vid Tacitus tid låg vid mellersta Elbe och Neisse. Från densamma utsöndrade sig också andra stammar, såsom cimbrer, angler, teutoner, saxare, markomanner och quader. Sveberna tillhörde eventuellt från början de herminonska stammarna och så var troligen också hermundurerna, och  cheruskerna men däremot inte (såsom stundom antagits) langobarderna.
De sveber, som 406 jämte vandaler och alaner bröt in i Gallien, tillhörde quadernas stam. De gick sedan till Spanien och grundlade i nordvästra delen av provinsen Galicien ett rike, Svebiska riket, som existerade till 585, då det besegrades av visigoterna.
Huvudmassan av de i Tyskland kvarblivna sveberna, semnonerna, förstärkta med andra svebiska stamrester, utbredde sig i sydvästra Tyskland och tyska Schweiz och blev där till en början kända under namnet alemanner men senare under det gamla stamnamnet sveber (schwaber). Deras kungarike (eller hertigdömet Alemannia, senare känt som Schwaben) varade fram till 496 då Klodvig I i och med slaget vid Tolbiacum (Zülpich) inkorporerade det i sitt rike. Alemannerna blev skattskyldiga under de frankiska kungarna, vilka även tillsatte deras hertigar. 476 gjorde hertig Theobald uppror mot Pippin den lille efter att hertigvärdigheten avskaffats. Landet kom därefter att styras, först av grevar och sedan av nuntii camerce, så kallade kammarbud, ett slags högre frankiska ämbetsmän. Dessa kammarbud gjorde sig emellertid under de sista karolingerna alltmer självständiga. En av dem, Erchanger, antog titeln hertig av Alemannien och blev år 917 avrättad såsom upprorisk vasall.

## Det svebiska riket på Pyreneiska halvön
Se huvudartikel: Svebiska riket
År 406 gick en konfederation av germanstammar, bland andra sveberna, över Rhen och in i Gallien. Där plundrade de i tre år fram till hösten år 409, då de gick över Pyrenéerna och efter att ha plundrat även pyreneiska halvön grundade ett rike i Galicien.
På 430-talet hade sveberna efter långa strider lyckats besegra de andra invaderande stammarna och lägga under sig större delen av halvön. År 455 försökte den svebiske kungen Rechiarius ta makten över hela halvön genom att erövra den romerska provinsen Tarraconensis men blev istället anfallen av den visigotiske kungen Theoderik II som invaderade riket norrifrån. Sveberna försökte stoppa visigoterna men besegrades vid floden Orbigo. Rechiarius dödades och riket krossades.
Vid mitten av 500-talet hade sveberna återigen etablerat ett kungarike i Galicien. Detta kungarike förblev självständigt fram till år 585 då det invaderades av den visigotiske kungen Leovigild och infogades i det visigotiska riket.